# Konsztantyin Konsztantyinovics Romanov orosz nagyherceg
Idősebb Konsztantyin Konsztantyinovics orosz nagyherceg (oroszul: Великий Князь Константи́н Константинович Романов; Sztrelna, 1858. augusztus 10./22. – Pavlovszk, 1915. június 2./15.) orosz nagyherceg, számos vers és színdarab szerzője „KR” álnéven.

## Élete

### Származása és gyermekkora
Konsztantyin Konsztantyinovics nagyherceg 1858-ban látta meg a napvilágot Konsztantyin Nyikolajevics nagyherceg és Alexandra szász–altenburgi hercegnő negyedik gyermekeként, illetve második fiaként. Családját üldözték a tragédiák; szülei házassága közel húsz év után tönkrement, Konsztantyin Nyikolajevics nagyherceg szeretőjéhez és törvénytelen gyermekeihez költözött, míg Alekszandra Joszifovna nagyhercegné utazásokba menekült.
Már fiatal gyermekként jobban érdekelte a zene és az irodalom, mint a cári családban hagyományosnak számító katonai nevelés. Édesapja azonban katonai pályára szánta őt, ezért Konsztantyin Konsztantyinovicsot unokatestvérével, Szergej Alekszandroviccsal közösen kezdték el oktatni. Később Konsztantyin nagyherceg csatlakozott a haditengerészethez, majd – megelégelvén a tengerészéletet – a hadsereg egyik elit osztályának számító, a Cári Testőrséghez tartozó Iszmajlovszkij Ezredbe jelentkezett. A seregben töltött idő további gyötrelmeket is okozott a számára, ugyanis ebben a férfikörnyezetben ébredt rá egyre erősödő homoszexualitására, amit elkötelezett ortodox lévén igyekezett elnyomni.

### Házassága és gyermekei
Minden bizonytalansága ellenére hitt abban, hogy egy megfelelő házassággal teljesítheti a család iránti kötelezettségét, és elnyomhatja vágyait. 1882-ben ismerkedett meg távoli unokatestvérével, Erzsébet szász–altenburgi hercegnővel, egy Altenburgba tett látogatás során. Erzsébet hercegnő már a kezdetektől biztos volt a Konsztantyin Konsztantyinovics iránti érzéseiben, a nagyherceg azonban közel egy évig nem írt a hercegnőnek, noha verseket írt hozzá.
1884. április 27-én házasodtak össze Szentpétervárott, de a frigy nehezen indult, mert az Oroszországban „Jelizaveta Mavrikijevna” néven ismert Erzsébet hercegnő nem volt hajlandó áttérni a lutheránus hitről az ortodoxra, mikor pedig a cári család megkövetelte azt. A kezdeti zökkenők után azonban a házasság harmonikusnak bizonyult, melyből kilenc gyermek született:

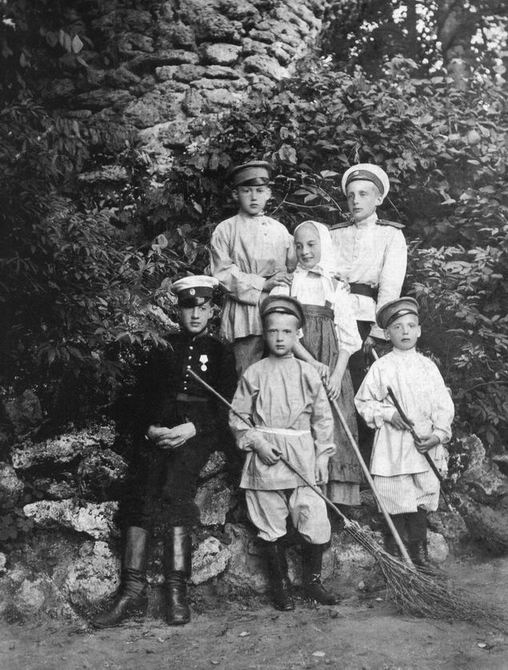
Konsztantyin Konsztantyinovics hat gyermeke

- Ivan herceg (1886–1918), a Cári Hadsereg tisztje, a bolsevikok végezték ki
- Gavriil herceg (1887–1955)
- Tatyjana hercegnő (1890–1970), házassága révén grúz hercegné
- Konsztantyin herceg (1891–1918), a bolsevikok áldozata
- Oleg herceg (1892–1914), elesett az első világháborúban
- Igor herceg (1894–1918), a bolsevikok áldozata
- Georgij herceg (1903–1938)
- Natalja hercegnő (1905. március 23. – 1905. május 23.), kisgyermekként elhalálozott
- Vera hercegnő (1906–2001).

Jelizaveta Mavrikijevna és Konsztantyin Konsztantyinovics leszármazottjai III. Sándor cár rendelete értelmében nem viselték a nagyhercegi címet, mivel nagyapjuk nem volt cár. Ez – az alacsonyabb rang mellett – kisebb jövedelemmel is járt.
A herceg a hagyományoktól eltérő nevelést biztosított a gyermekeinek: figyelmet fordított a szellemi nevelésükre is, nem csak a katonai iskolát tartotta lehetséges útnak. Tudósokat és írókat hívott meg, hogy élményeikről, kutatásikról első kézből meséljenek a gyermekeknek. Legtehetségesebb fiát, Oleget a család rosszallása ellenére a kiváló iskolában, az Alekszandr Líceumban taníttatta.

### Művészeti tevékenysége

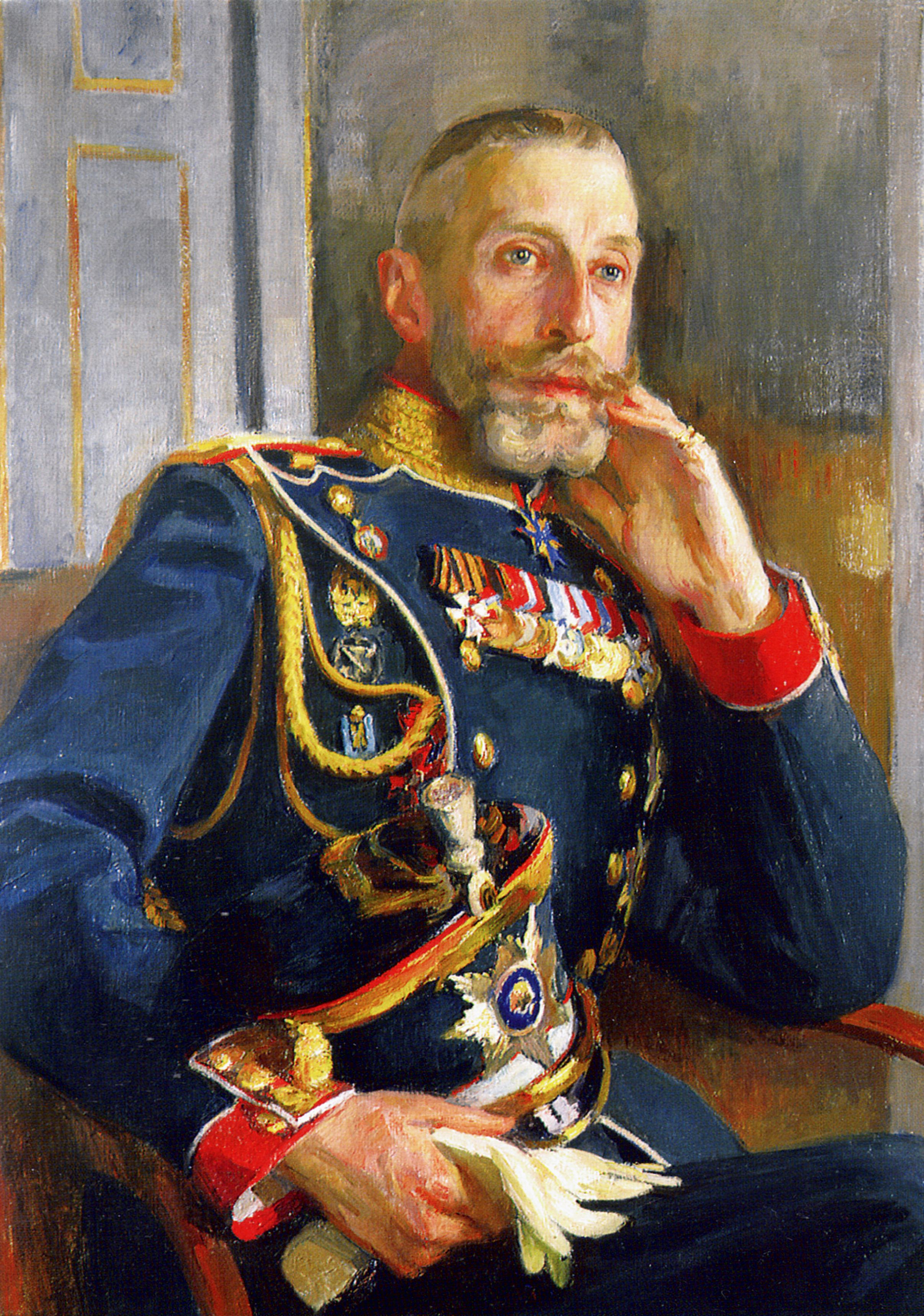
Konsztantyin Konsztantyinovics nagyherceg

Konsztantyin Konsztantyinovics nagyherceg már kisgyermekként nagy tehetséget mutatott a művészetek terén. Amellett, hogy kiválóan zenélt, elsősorban az írásban lelte örömét. „KR” álnéven 1886-tól kezdve kiadta műveit, melyek elnyerték a nagyközönség tetszését, és olyan híres zeneszerzőket ihlettek meg, mint Pjotr Iljics Csajkovszkij. Fordítóként is ismertté vált, Goethe és Schiller művei mellett III. Sándor cár kérésére ő fordította oroszra a Hamletet. A darab csak III. Sándor halála után készült el; 1900-ban mutatták be az Ermitázsban, a főszerepet maga Konsztantyin nagyherceg játszotta. Versek mellett színdarabokat is szerzett. Utolsó művét, A zsidók királyát 1913 őszén játszották először.
A nagyherceg hathatósan támogatta az orosz művészeteket. Tagja volt az Orosz Zenei Társaságnak; 1889-ben III. Sándor az Orosz Tudományos Akadémia elnökévé emelte, és e pozícióját élete végéig betöltötte. Szlavofilizmusa miatt közel került III. Sándor és II. Miklós cárhoz, és egyike volt azon embereknek, akik élvezték Alekszandra Fjodorovna cárné bizalmát és barátságát.
Utolsó nyilvános fellépése 1914 őszén volt Pavlovszkban. A nagyherceg Nunc Dimittis című költeményét szavalta el. A cárné udvarhölgyeinek egyike, Szofja Karlovna Buxhoeveden bárónő így emlékezett meg az eseményről: „megindító és csodálatos darab, írója ekkor már beteg ember volt, finom vonásai magán viselték egy érzékeny lélek minden érzelmét, haját és szakállát szürke sávok szőtték át, úgy nézett ki, mint egy ihletett pátriárka, aki éppen búcsúzik a világtól… […] Búcsút mondott a művészetének, az igaz költő utolsó örökségeként.”

### Titkos élete

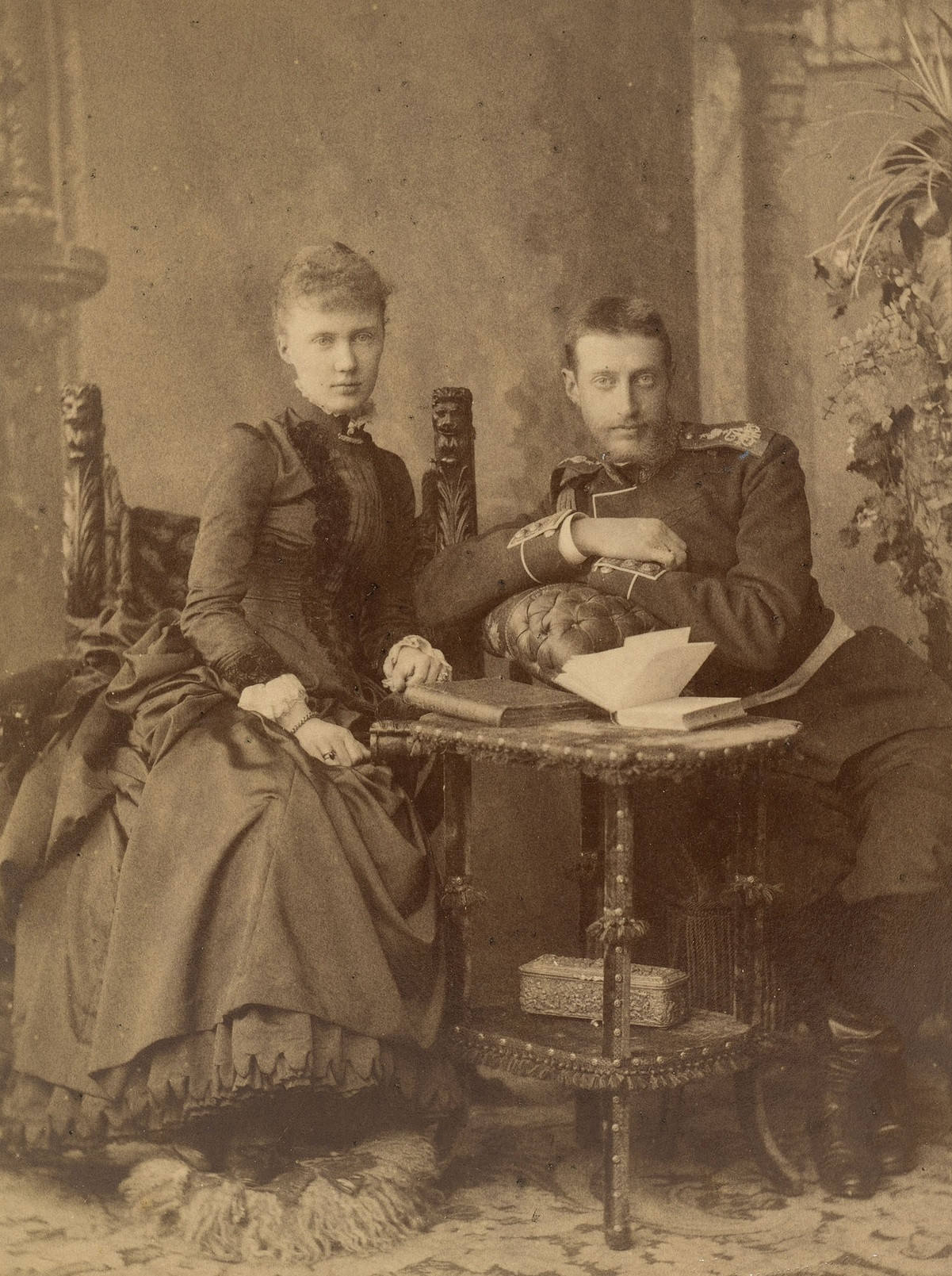
Konsztantyin nagyherceg és Jelizaveta Mavrikijevna. A nagyherceg homoszexualitása ellenére boldog házasságuk volt.

A szép családi élet ellenére KR mégsem volt teljesen elégedett. Naplójában beszámol arról, hogyan tört rá újra és újra a kísértés, hogy férfiakkal létesítsen kapcsolatot. Leírja, hogy 1893 és 1899 között meg tudta állni, hogy ne kövesse el a „legnagyobb bűnt”. Később alkalmanként meglátogatta Szentpétervár férfibordélyait, majd 1904-ben titkos viszonyt létesített egy Jacko nevű fiatal férfival, ám ez nem tartott sokáig.
Mivel mélyen vallásos ember volt, vágyai nagy lelkiismeret-furdalást okoztak a számára, és mindent megtett, hogy elnyomja őket. Élete késői éveiben valamiféle konszenzusra jutott magával: elismerte a természet követelését, de ha tudta, megállta, hogy engedjen neki.

### Halála
Az első világháború kitörése már nagybetegen találta a herceget. Éppen Németországban érte őt és feleségét a háború kitörésének híre, és mint ellenséges orosz nemeseket nem akarták őket visszaengedni a hazájukba. Feleségének német kapcsolati révén érték el végül, hogy hazaengedjék őket.
A háború számtalan csapással sújtotta őt és a családját: Oleg, kedvenc és legtehetségesebb fia 1914-ben, nem sokkal a háború kitörése után egy harctéri sebesülés következtében alig huszonkét évesen elhunyt. Nem sokkal ezután a veje, Tatyjana hercegnő férje is meghalt a kaukázusi fronton. Az ekkor már nagybeteg herceget a tragédiák még rosszabb állapotba kergették. 1915. június 15-én halt meg, az eseményt leánya, Vera hercegnő örökítette meg naplójában. „A Papa nagy, kényelmes dolgozószobájában Pavlovszkban, hirtelen hallottam, hogy a Papa levegőért kapkod. Miután további három-négy rettenetes ziháló lélegzetvételt hallottam, […] sírva rohantam a Mamához, és azt ziháltam, »Papa hat keine luft – a Papa nem tud levegőt venni«… A Mama utánam rohant, de már mindennek vége volt.” Konsztantyin Konsztantyinovics nagyhercegnek volt az utolsó nagy állami temetése a birodalmi Oroszországban.

## Gyermekeinek sorsa
Ivan, Konsztantyin és Igor hercegeket letartóztatták, majd Jelizaveta Fjodorovna nagyhercegnével, a cárné nővérével együtt Alapajevszk közelébe szállították. Ott egy éjjel egy közeli bányagödörhöz vitték őket, puskatussal félholtra verték, majd a gödörbe dobták a testüket. Még néhány kézigránátot is dobtak utánuk, hogy biztosan meghaljanak.
Konsztantyin nagyherceg feleségének, két leányának, valamint Gavriil és Georgij hercegeknek sikerült kimenekülniük az országból, ők külföldön telepedtek le, ott is vannak eltemetve.